# Zeita (Tulkarem)
Zeita (àrab: زيتا, Zaytā) és un municipi palestí de la governació de Tulkarem, a Cisjordània, 12 kilòmetres al sud-est de Tulkarem. Segons l'Oficina Central Palestina d'Estadístiques tenia 2.852 habitants el 2006 El 21,5 % de la població de Zeita eren refugiats en 1997. Els serveis sanitaris de Zeita són designats com a MOH nivell 2.

## Història
Zeita és una vila antiga on capitells corintis han estat reustilitzats en un maqam local.

### Època otomana
El poble va ser incorporat a l'Imperi Otomà amb la resta de Palestina en 1517. En 1596, en els registres d'impostos otomans van aparèixer sota el nom de Zaita, situada a la nàhiya de Qaqun, al sanjak de Nablus. Tenia una població de 91 llars musulmanes i 7 cristianes. Pagaven un impost fix del 33.3% en productes agrícoles, incloent blat, ordi, cultius d'estiu, oliveres, cabres i ruscs, a més d'ingressos ocasionals i una premsa per a oli d'oliva o xarop de raïmp; i jizya de 3,440 akçe.
Zeita apareix a la làmina 45 del mapa de Jacotin dibuixat durant la invasió de Napoleó en 1799, encara que la seva posició no és acurada. En 1870 Victor Guérin hi va trobar la vila amb 600 habitants. També va assenyalar: Aquí he trobat, igual que a Jett, un antic capitell buidat per fer un morter, i usat pel mateix propòsit. Un pou d'aigua molt bo, construït de pedra tallada, sembla antic."
En 1882 el Survey of Western Palestine (SWP) del Fons per a l'Exploració de Palestina el va descriure: «un poble de gran grandària a la vora de la plana, envoltat de jardins de figueres, i té oliveres al sud. Sembla que es tracta d'un lloc antic, amb tombes cap a l'est. El subministrament és principalment de pous, però hi ha una petita font ('A in esh Shabutbut') al sud-oest. [..] Hi ha dos llocs sagrats al costat sud del poble.»

### Època del Mandat Britànic
Segons el cens organitzat en 1922 per les autoritats del Mandat Britànic, Zeita tenia 1.087 musulmans, incrementats en el cens de Palestina de 1931 a 1,165 persones, tots musulmans, vivint en 237 cases.
En 1945 la població de Zeita era de 1.780 musulmans, amb 6,410 dúnams de terra segons un cens oficial de terra i població. 782 dúnams eren plantacions i terra de rec, 5,120 usats per a cereals, mentre que 33 dúnams eren sòl edificat.

### Després de 1948
Després de la de la Guerra araboisraeliana de 1948, i després dels acords d'Armistici de 1949, Zeita va restar en mans de Jordània. Després de la Guerra dels Sis Dies el 1967, ha estat sota ocupació israeliana